# Suvi Mikkonen
Suvi Mikkonen, née le 11 juillet 1988 à Dragsfjärd (Finlande), est une pratiquante finlandaise de taekwondo.

## Carrière et titres
Suvi Mikkonen est championne nationale de Finlande, trois fois championne nordique (en 2008, 2010 et 2011) et a remporté le Championnat universitaire européen en 2009.